# تیم ملی فوتبال لهستان
تیم ملی فوتبال لهستان یک تیم فوتبال بین‌المللی است که به نمایندگی از کشور لهستان به میدان می‌رود. این تیم زیر نظر اتحادیه فوتبال لهستان فعالیت می‌کند. روبرت لواندوفسکی بهترین بازیکن تاریخ این تیم است.
بهترین نتایج تاریخ فوتبال لهستان، کسب مدال طلای المپیک ۱۹۷۲ مونیخ و کسب دو مدال نقره در المپیک ۱۹۷۶ مونترال و المپیک ۱۹۹۲ بارسلون است.
کسب دو مقام سومی در جام جهانی ۱۹۷۴ و جام جهانی ۱۹۸۲ نیز از نتایج درخشان فوتبال لهستان است. قهرمانی جام نهرو ۱۹۸۴

## بازیکنان با بیشترین بازی
| #  | نام                | حرفه      | بازی‌ها | گل‌ها |
| -- | ------------------ | --------- | ------ | ---- |
| ۱  | روبرت لواندوفسکی   | ۲۰۰۸-     | ۱۳۸    | ۷۸   |
| ۲  | یاکوب بواشچیکوفسکی | ۲۰۰۶-۲۰۱۹ | ۱۰۸    | ۲۱   |
| ۳  | میخاو ژوواکوف      | ۱۹۹۸–۲۰۱۱ | ۱۰۲    | ۴    |
| ۴  | گژگوش لاتو         | ۱۹۷۱–۱۹۸۴ | ۱۰۰    | ۴۵   |
| ۵  | کاژیمیش دینا       | ۱۹۶۸–۱۹۷۸ | ۹۷     | ۴۱   |
| ۶  | یاتسک بونک         | ۱۹۹۳–۲۰۰۸ | ۹۶     | ۳    |
| ۷  | یاتسک کشینووک      | ۱۹۹۹–۲۰۰۹ | ۹۶     | ۱۵   |
| ۸  | ووادیسواف ژمودا    | ۱۹۷۳–۱۹۸۶ | ۹۱     | ۲    |
| ۹  | آنتونی شیمانوفسکی  | ۱۹۷۰–۱۹۸۰ | ۸۲     | ۱    |
| ۱۰ | زبیگنیف بونیک      | ۱۹۷۶–۱۹۸۸ | ۸۰     | ۲۴   |

- Bold – هنوز فعال

## برترین گلزنان
| #  | بازیکن              | حرفه      | گل‌ها | بازی‌ها |
| -- | ------------------- | --------- | ---- | ------ |
| ۱  | روبرت لواندوفسکی    | ۲۰۰۸–     | ۸۲   | ۱۴۶    |
| ۲  | ولودزیمیرز لوبانسکی | ۱۹۶۳–۱۹۸۰ | ۴۸   | ۷۵     |
| ۳  | گژگوش لاتو          | ۱۹۷۱–۱۹۸۴ | ۴۵   | ۱۰۰    |
| ۴  | کاژیمیش دینا        | ۱۹۶۸–۱۹۷۸ | ۴۱   | ۹۷     |
| ۵  | ارنست پول           | ۱۹۵۵–۱۹۶۵ | ۳۹   | ۴۶     |
| ۶  | آندرژی شارماخ       | ۱۹۷۳–۱۹۸۲ | ۳۲   | ۶۱     |
| ۷  | Gerard Cieślik      | ۱۹۴۷–۱۹۵۸ | ۲۷   | ۴۵     |
| ۸  | زبیگنیف بونیک       | ۱۹۷۶–۱۹۸۸ | ۲۴   | ۸۰     |
| ۹  | ارنشت ویلیموسکی     | ۱۹۳۴–۱۹۳۹ | ۲۱   | ۲۲     |
| ۱۰ | اوزبیوش اسمولارک    | ۲۰۰۲–۲۰۱۰ | ۲۰   | ۴۷     |
| ۱۰ | داریوش جیکانوفسکی   | ۱۹۸۱–۱۹۹۰ | ۲۰   | ۶۳     |

- Bold – هنوز فعال

## بازیکنان برجسته
بازیکنانی که حداقل ۵۰ بازی برای لهستان انجام داده‌اند یا حداق ۱۰ گل ملی دارند به شرح زیر است:
| - دهه ۱۹۲۰ - واوژینیتس استالینسکی (1922–1928) - Józef Nawrot (1928–1935) - دهه ۱۹۳۰ - ارنشت ویلیموسکی (۱۹۳۴–۱۹۳۹) - لئونارد پیاتک (1936–1939) - دهه ۱۹۴۰ - Gerard Cieślik (1947–1958) - دهه ۱۹۵۰ - Edward Szymkowiak (1952–1965) - Lucjan Brychczy (1954–1969) - Ernest Pol (1955–1965) - Eugeniusz Faber (1959–1969) - دهه ۱۹۶۰ - Stanisław Oślizło (1961–1971) - زیگفرید شوتیشیک (1963–1972) - ووجیمش لوبانسکی (1963–1980) - آندژی یاروشیک (1965–1972) - یواخیم مارکس (1966–1975) - روبرت گادوخا (1967–1975) - کازیمیرز دینا (1968–1978) | - دهه ۱۹۷۰ - یرژی گورگون (۱۹۷۰–۱۹۷۸) - لسواو چمیکیویچ (1970–1979) - آنتونی شیمانوفسکی (1970–1980) - یان توماشفسکی (1971–1981) - گژگوش لاتو (۱۹۷۱–۱۹۸۴) - هنریک کاسپرچاک (۱۹۷۳–۱۹۷۸) - آندرژی شارماخ (۱۹۷۳–۱۹۸۲) - ووادیسواف ژمودا (۱۹۷۳–۱۹۸۶) - پاوو یاناس (۱۹۷۶–۱۹۸۴) - زبیگنیف بونیک (۱۹۷۶–۱۹۸۸) - مارک جوبا (1977–1984) - آندژی ایوان (1978–1987) - رومن وویچیتسکی (1978–1989) - دهه ۱۹۸۰ - آندژی بونتسول (1980–1986) - والدمار ماتیسیک (1980–1989) - ووجیمش اسمولارک (1980–1992) - داریوش جیکانوفسکی (1981–1990) - ریشارد تاراشیویچ (1984–1991) - Dariusz Wdowczyk (1984–1992) - یان فورتوک (1984–1993) - Krzysztof Warzycha (1984–1997) - یان اوربان (1985–1991) - یوزف واندژیک (1985–1995) - Marek Leśniak (1986–1994) - رومن کوسکی (1988–1995) | - دهه ۱۹۹۰ - وویچیخ کوالچیک (1991–1999) - توماش واودوخ (۱۹۹۱–۲۰۰۲) - آندژی یوسکوویاک (1992–2001) - پیوتر شویرسزوسکی (۱۹۹۲–۲۰۰۳) - یاتسک بونک (۱۹۹۳–۲۰۰۸) - یاتسک ژیلینسکی (۱۹۹۵–۲۰۰۳) - توماش هایتو (۱۹۹۶–۲۰۰۵) - رادوسلاف کاووژنی (۱۹۹۷–۲۰۰۶) - یرژی دودک (۱۹۹۸–۲۰۱۳) - توماش کواس (۱۹۹۸–۲۰۰۶) - ماچی ژورافسکی (۱۹۹۸–۲۰۰۸) - یاتسک کشینووک (۱۹۹۸–۲۰۰۹) - پاوو کریشاوویچ (۱۹۹۹–۲۰۰۴) - توماس فرانکوفسکی (1999–2006) - میخاو ژوواکوف (۱۹۹۹–۲۰۱۱) - دهه ۲۰۰۰ - امانوئل اولیسادبه (۲۰۰۰–۲۰۰۴) - کامیل کوسوفسکی (۲۰۰۱–۲۰۰۹) - ماریوش لواندوفسکی (۲۰۰۲–۲۰۱۳) - اوزبیوش اسمولارک (۲۰۰۲–۲۰۱۰) - مارچین واشیلفسکی (۲۰۰۲–) - آرتور بوروتس (۲۰۰۴–) - داریوش دوتکا (۲۰۰۴–۲۰۱۲) - یاکوب بواشچیکوفسکی (۲۰۰۶–) - روبرت لواندوفسکی (۲۰۰۸–) - دهه ۲۰۱۰ - آرکادیوش میلیک (۲۰۱۲–) |

- Bold – Indicates player با حداقل ۵۰ بازی و ۱۰ گل.

## ترکیب فعلی
| ش. | پست       | بازیکن            | ت‌ت (سن)                  | بازی | گل | باشگاه                        |
| -- | --------- | ----------------- | ------------------------ | ---- | -- | ----------------------------- |
| 12 | دروازه‌بان | ووکاش اسکوروپسکی  | ۲۰ فوریهٔ ۱۹۹۱ ‏(۳۴ سال)   | 11   | 0  | باشگاه فوتبال بولونیا         |
| 1  | دروازه‌بان | وویچیخ شچنسنی     | ۱۸ آوریل ۱۹۹۰ ‏(۳۵ سال)   | 24   | 0  | باشگاه فوتبال بارسلونا        |
| 25 | دروازه‌بان | پشمیسواف تیتون    | ۴ ژانویهٔ ۱۹۸۷ ‏(۳۸ سال)   | 13   | 0  | باشگاه فوتبال اشتوتگارت       |
|    |           |                   |                          |      |    |                               |
| 14 | مدافع     | یاکوب واوژیناک    | ۷ ژوئیهٔ ۱۹۸۳ ‏(۴۱ سال)    | 47   | 1  | باشگاه فوتبال لخیا گدانسک     |
| 20 | مدافع     | ووکاش پیشچک       | ۳ ژوئن ۱۹۸۵ ‏(۴۰ سال)     | 44   | 2  | باشگاه فوتبال بروسیا دورتموند |
| 15 | مدافع     | کامیل گلیک        | ۳ فوریهٔ ۱۹۸۸ ‏(۳۷ سال)    | 37   | 3  | تورینو                        |
| 4  | مدافع     | Łukasz Szukała    | ۲۶ مهٔ ۱۹۸۴ ‏(۴۱ سال)      | 17   | 1  | باشگاه فوتبال آنکارا اسپور    |
| 3  | مدافع     | آرتور ینژیچیک     | ۴ نوامبر ۱۹۸۷ ‏(۳۷ سال)   | 16   | 2  | Krasnodar                     |
| 21 | مدافع     | میهال پزدان       | ۲۱ سپتامبر ۱۹۸۷ ‏(۳۷ سال) | 14   | 0  | باشگاه فوتبال لگیا ورشو       |
| 2  | مدافع     | تیاگو چیونک       | ۲۱ آوریل ۱۹۸۶ ‏(۳۹ سال)   | 4    | 0  | مودنا                         |
| 28 | مدافع     | پاول داویدوز      | ۲۰ مهٔ ۱۹۹۵ ‏(۳۰ سال)      | 1    | 0  | باشگاه فوتبال بنفیکا بی       |
|    |           |                   |                          |      |    |                               |
| 13 | هافبک     | مچی ریبوس         | ۱۹ اوت ۱۹۸۹ ‏(۳۵ سال)     | 40   | 2  | Terek Grozny                  |
| 6  | هافبک     | توماش یودوویتس    | ۸ سپتامبر ۱۹۸۵ ‏(۳۹ سال)  | 40   | 1  | باشگاه فوتبال لگیا ورشو       |
| 18 | هافبک     | سباستین میلا      | ۱۰ ژوئیهٔ ۱۹۸۲ ‏(۴۲ سال)   | 38   | 8  | باشگاه فوتبال لخیا گدانسک     |
| 11 | هافبک     | کمیل گروشیتسکی    | ۸ ژوئن ۱۹۸۸ ‏(۳۷ سال)     | 35   | 6  | باشگاه فوتبال رن              |
| 17 | هافبک     | سواوومیر پشکو     | ۱۹ فوریهٔ ۱۹۸۵ ‏(۴۰ سال)   | 35   | 2  | باشگاه فوتبال لخیا گدانسک     |
| 5  | هافبک     | کشیشتف مانچینسکی  | ۲۳ مهٔ ۱۹۸۷ ‏(۳۸ سال)      | 14   | 1  | باشگاه فوتبال ویسوا کراکوف    |
| 19 | هافبک     | پیوتر ژیلینسکی    | ۲۰ مهٔ ۱۹۹۴ ‏(۳۱ سال)      | 11   | 3  | امپولی                        |
| 23 | هافبک     | Ariel Borysiuk    | ۲۹ ژوئیهٔ ۱۹۹۱ ‏(۳۳ سال)   | 11   | 0  | باشگاه فوتبال لخیا گدانسک     |
| 8  | هافبک     | کارول لینتی       | ۲ فوریهٔ ۱۹۹۵ ‏(۳۰ سال)    | 9    | 1  | باشگاه فوتبال لخ پوزنان       |
| 26 | هافبک     | بارتوش کاپوستکا   | ۲۳ دسامبر ۱۹۹۶ ‏(۲۸ سال)  | 3    | 2  | Cracovia                      |
|    |           |                   |                          |      |    |                               |
| 7  | مهاجم     | آرکادیوش میلیک    | ۲۸ فوریهٔ ۱۹۹۴ ‏(۳۱ سال)   | 22   | 10 | باشگاه فوتبال آژاکس آمستردام  |
| 24 | مهاجم     | آرتور سوبیچ       | ۱۲ ژوئن ۱۹۹۰ ‏(۳۵ سال)    | 13   | 2  | باشگاه فوتبال هانوفر ۹۶       |
| 27 | مهاجم     | ماریوش استنپینسکی | ۱۲ مهٔ ۱۹۹۵ ‏(۳۰ سال)      | 2    | 0  | باشگاه فوتبال روخ خوژوف       |